# Ilannguaq G. Jensen
Lars Ilannguaq Sakæus Geisler Jensen [lɑːs iˈlaŋːuɑq saˈkɛːus ˈgai̯slʌ ˈjɛnsn̩] (* 8. Juni 1939 in Savissivik) ist ein grönländischer Pastor, Propst, Lehrer und Journalist.

## Leben
Ilannguaq Jensen ist der Sohn des Katecheten Hans Jakob Peter Thue Jensen (1914–1993) und seiner Frau Therecie Hanne Judithe Geisler (1915–?). Er heiratete am 3. August 1968 die dänische Lehrerin Kirsten Bæhr Mortensen (* 1942). Die Ehe wurde 1987 geschieden.
Er schloss 1961 Grønlands Seminarium ab, ließ sich ein Jahr in Dänemark weiterausbilden und begann anschließend ein Theologiestudium, das er 1967 abschloss. Im selben Jahr wurde er an Københavns Domkirke ordiniert. Er war ein Jahr Hilfspastor im Avedøre Sogn und kehrte dann nach Grönland zurück, wo er Pastor von Upernavik wurde. 1970 wurde er dänischer Pastor in Grönland und 1972 grönländischer Pastor in Dänemark. Schon 1973 kehrte er abermals nach Grönland zurück und wurde Pastor in Aasiaat, wechselte aber im Folgejahr nach Nuuk. In dieser Zeit war bis 1978 er auch Lehrer für angehende Katecheten. Von 1977 bis 1978 lehrte er auch Christentumskunde am Seminarium. 1980 wurde er zum Propst für Nordgrönland ernannt, was er bis 1997 blieb. Anschließend wurde er wieder Pastor in Nuuk.
Von 1969 bis 1970 war er Leiter der Jugend- und Abendschule in Upernavik. Von 1972 bis 1973 war er Vizevorsitzender von Den Grønlandske Kirkesag. Von 1974 bis 1980 war er Redakteur des Kirkeligt magasin und Fra Troens Verden beim KNR und Redaktionsmitglied der Sermitsiaq. Er war Mitglied weiterer Vereinigungen und Ausschüsse, darunter Rotary International. Er war zudem als Übersetzer für religionsbezogene Artikel in Büchern und Zeitschriften tätig. 1989 wurde er zum Ritter des Dannebrogordens ernannt. Am 7. September 2005 erhielt er den Nersornaat in Silber.